# Lilla Hulesjön
Lilla Hulesjön är en sjö i Gislaveds kommun i Småland och ingår i Lagans huvudavrinningsområde. Sjöns area är 0,019 kvadratkilometer och den är belägen 170,8 meter över havet.